# Yoshida Hanbei
Yoshida Hanbei (吉田 半兵衛 (Cát Điền Bán Binh Vệ)) là một họa sĩ minh họa Nhật Bản cuối thế kỷ 17 theo phong cách ukiyo-e, Họa sĩ minh họa hàng đầu ở Kyoto và Osaka khoảng năm 1664–1689. Không giống như nhiều nghệ sĩ ukiyo-e nổi tiếng hơn, những người chủ yếu làm việc trên các bức tranh và bản in khắc gỗ riêng lẻ, Hanbei làm việc chủ yếu, nếu không muốn nói là độc quyền, trong việc minh họa cho sách in khắc gỗ. Còn được gọi là Yoshida Sadakichi, tên của anh ấy đôi khi cũng được viết theo kiểu La tinh là Hambei.

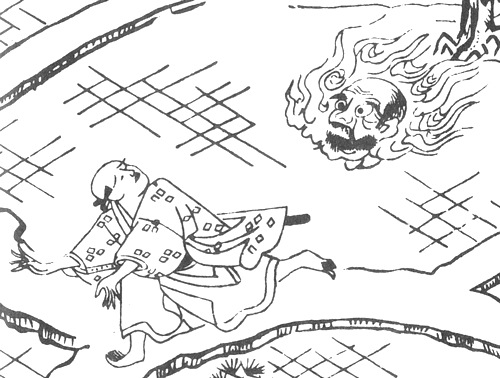
Sōgenbi (宗玄火), bóng ma bốc lửa của một nhà sư ăn trộm dầu) do từ Shin Otogi Boko (新御伽婢子)

Hanbei là họa sĩ minh họa sách ukiyo-e đầu tiên của Kamigata để ký tên vào các tác phẩm của mình. Một trong những nghệ sĩ có nhiều tác phẩm nhất trong thời kỳ đầu ukiyo-e, ông đã sản xuất tác phẩm cho ít nhất 90 cuốn sách khác nhau, lên tới hơn 1000 hình minh họa riêng lẻ. Tác phẩm của ông xuất hiện trong vô số văn bản, bao gồm sách vở kịch rối jōruri, Kabuki, tiểu thuyết, sách du ký, chủ đề Phật giáo, văn bản âm nhạc, và phê bình cung đình, cùng nhiều sách khác. Ông được đặc biệt nổi tiếng với những bức tranh minh họa tiểu thuyết của Saikaku và về Joyō Kimmō-zui (女用訓蒙図彙 (Nữ Dụng Huấn Bàng Đồ Vựng)/ "Bách khoa toàn thư về tranh ảnh dành cho giới nữ") của ông, nơi nào cũng thể hiện thời trang kimono.
Bắt nguồn từ phong cách của anh ấy từ những họa sĩ minh họa ẩn dật của vùng Kyoto, những người đã đi trước ông, giáo viên duy nhất của Hanbei được biết đến với tên là Shōgorō; tuy nhiên, không có gì có chữ ký của giáo viên vẫn còn tồn tại cho đến ngày nay, vì những cuốn sách và tập ảnh nghệ thuật kích thước lớn hơn vẫn chưa trở nên phổ biến, Các tác phẩm đơn sắc của Hanbei trong phương tiện minh họa sách bị hạn chế không cho phép anh ấy thể hiện cá tính hay sự sáng tạo tuyệt vời, bên ngoài một vài tác phẩm shunga (hình ảnh khiêu dâm) mà ông sản xuất. Richard Lane đã viết về Hanbei, nói rằng "những minh họa của ông luôn luôn được suy nghĩ kỹ lưỡng nhưng rõ ràng là công việc của một bậc thầy tài năng hơn là một thiên tài nghệ thuật."
Họ tin rằng Hanbei đã mất hoặc đã nghỉ hưu vào năm 1690; hai đồ đệ của ông đã tiếp quản sách minh họa cho khu vực này, nhưng họ không kí tên vào tác phẩm của mình, để ẩn danh.